# Eduardo Araujo
Eduardo Araujo Castillo (* 6. února 1996 Tampico) je mexický zápasník – judista.

## Sportovní kariéra
S judem začínal v 6 letech v rodném Tampico pod vedením svého otce Eduarda. Vrcholově se připravuje v Ciudad de México ve sportovním tréninkovém centru CONADE pod vedením kubánských a mexických trenérů. V mexické mužské reprezentaci se pohyboval od roku 2013 v pololehké váze do 66 kg. V roce 2016 se na olympijské hry v Riu nekvalifikoval. Od roku 2017 startuje ve vyšší lehké váze do 73 kg.

## Výsledky
| Olympijské hry          |     |    |     | —  |     |    |    |  |  |  |  |  |  |  |  |  |  |  |  |  |  |  |  |
| Mistrovství světa       | —   | —  | —   |    | úč. | —  |    |  |  |  |  |  |  |  |  |  |  |  |  |  |  |  |  |
| Panamerické hry         |     |    | —   |    |     |    |    |  |  |  |  |  |  |  |  |  |  |  |  |  |  |  |  |
| Panamerické mistrovství | úč. | —  | —   | 2. | 2.  | 7. | 7. |  |  |  |  |  |  |  |  |  |  |  |  |  |  |  |  |
| Středoamerické a k. hry |     | —  |     |    |     | 7. |    |  |  |  |  |  |  |  |  |  |  |  |  |  |  |  |  |
| MS juniorů              | úč. | 7. | úč. |    |     |    |    |  |  |  |  |  |  |  |  |  |  |  |  |  |  |  |  |
| MS dorostenců           | úč. |    |     |    |     |    |    |  |  |  |  |  |  |  |  |  |  |  |  |  |  |  |  |